# The Last Adventure
The Last Adventure è un cortometraggio muto del 1916 diretto da E.H. Calvert.

## Produzione
Il film fu prodotto dalla Essanay Film Manufacturing Company.

## Distribuzione
Distribuito dalla General Film Company, il film - un cortometraggio in tre bobine - uscì nelle sale cinematografiche USA il 15 aprile 1916.